# Pieter Abbeel

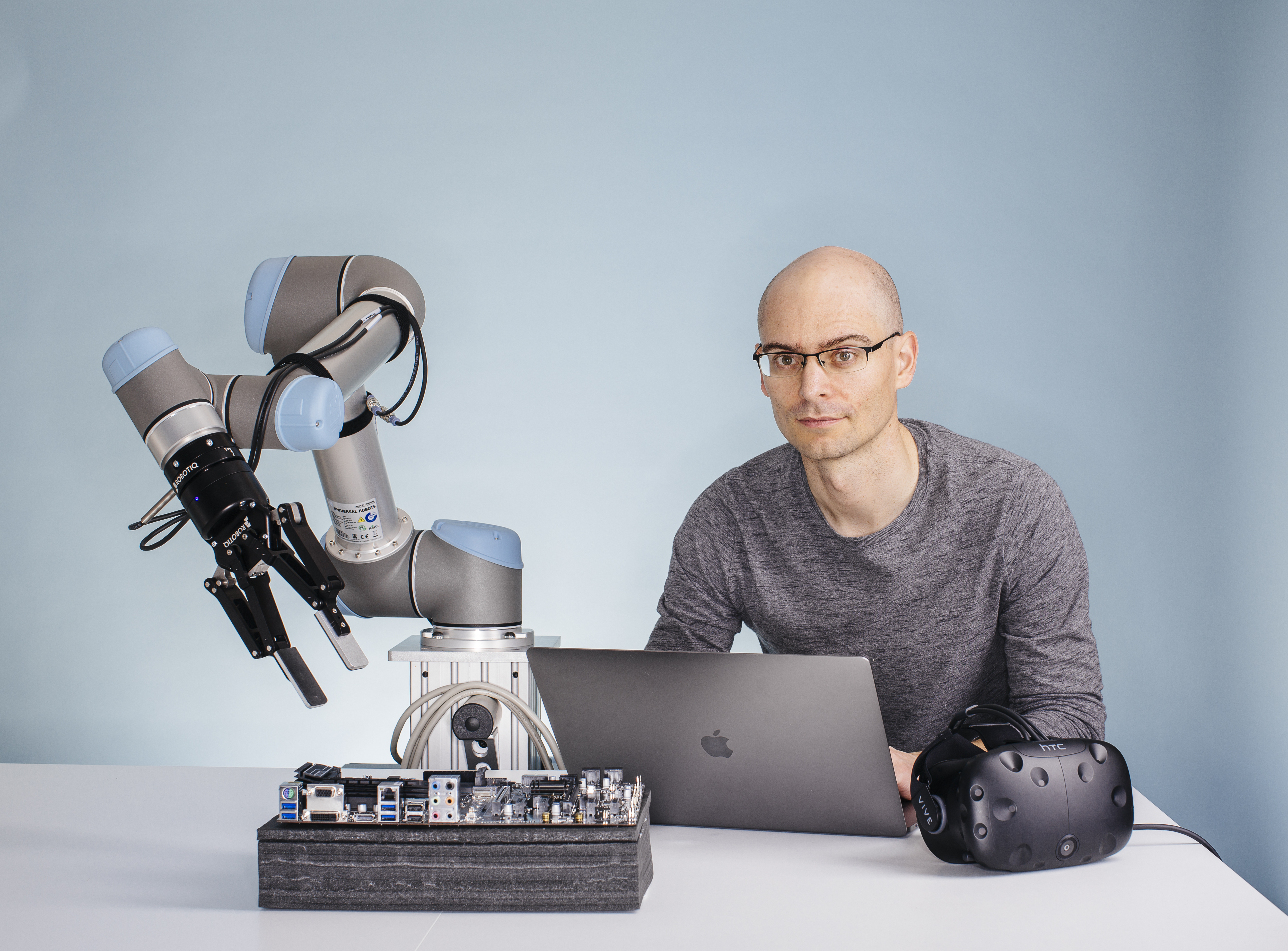
Pieter Abbeel

Pieter Abbeel (Antwerpen, 1977) is een Belgisch specialist in artificiële intelligentie, ondernemer en hoogleraar aan de Universiteit van Californië - Berkeley in de Verenigde Staten.

## Levensloop
Pieter Abbeel groeide op in Brasschaat en liep school aan het Sint-Michielscollege. Hij studeerde in 2000 af als burgerlijk ingenieur aan de Katholieke Universiteit Leuven. Hij studeerde vervolgens computerwetenschappen aan Stanford University in de Verenigde Staten, waar hij in 2008 in artificiële intelligentie doctoreerde.
Sinds 2008 is hij professor aan de Universiteit van Californië - Berkeley nabij San Francisco. Hij leidt er het Berkeley Robot Learning Lab.
In 2014 richtte Abbeel samen met oud-studenten Gradescope op, een AI-toepassing voor het onderwijs. In 2018 werd Gradescope door Turnitin overgenomen. In 2016-2017 werkte hij een jaar voor het AI-onderzoeksinstituut OpenAI, dat onder meer door Elon Musk werd opgericht. In 2017 richtte hij met studenten de start-up Covariant op, dat onder meer e-commercebedrijven wil automatiseren met robots die nieuwe handelingen kunnen leren. In 2021 was hij medeoprichter van AIX Ventures, een durffonds dat in jonge AI-bedrijven investeert. Abbeel presenteert ook de podcast The Robot Brains.
In 2022 ontving hij de ACM Prize in Computing.